# صبغ (ناطع)

تعديل مصدري - تعديل

صبغ هي إحدى قرى عزلة ال فرج بمديرية ناطع التابعة لمحافظة البيضاء، بلغ تعداد سكانها 162 نسمة حسب تعداد اليمن لعام 2004.